# Puhdys
Die Puhdys waren eine deutsche Rockband. Als Gründungsjahr gibt die Band 1969 an. Bereits zuvor gab es die Puhdys in ähnlicher Besetzung, die sogenannten „Ur-Puhdys“. Die Puhdys zählen zu den bekanntesten Rockbands der DDR. Nach der Bekanntgabe ihrer Auflösung im Februar 2014 gab die Band Anfang 2016 in Berlin ihr letztes Konzert.
Die letzte Besetzung bestand aus Dieter „Maschine“ Birr, Peter „Eingehängt“ Meyer, Dieter „Quaster“ Hertrampf, Peter „Bimbo“ Rasym und Klaus Scharfschwerdt.

## Bandgeschichte

### Vor der Wende
Vorläufer der Gruppe war die 1965 gegründete Udo-Wendel-Combo, der neben dem Sänger und Gitarristen Udo Wendel, Peter Meyer (Keyboard), Harry Jeske (E-Bass) und Udo Jacob (Schlagzeug) angehörten. Nach Wendels Weggang im selben Jahr vervollständigte Dieter Hertrampf (Gitarre, Gesang) die Band, die sich fortan nach den Anfangsbuchstaben der Vornamen – P, U, H und D – Puhdy-Quartett bzw. ab 1966 Puhdys nannte. Anfangs spielte die Band Tanzmusik. Hertrampf begann 1966 eine Musikerausbildung und schloss sich später dem Teisco-Quartett – wo er auf den Schlagzeuger Gunther Wosylus traf – und anderen Bands an. Meyer leistete von 1966 bis 1968 seinen Wehrdienst bei der Nationalen Volksarmee ab und spielte währenddessen im Musikkorps Eggesin. Die Besetzung der Puhdys wechselte häufig; so gehörten kurzzeitig auch Herbert Dreilich und – als Vertretung für Meyer – Reinhard Lakomy zur Band, die rückwirkend häufig als „Ur-Puhdys“ bezeichnet wird. Udo Jacob verließ die Band im Mai 1969 und schloss sich später Panta Rhei an. Nach Jacobs Weggang traten Meyer und Jeske zusammen mit Dreilich sowie Henry und Jutta Kotowski als Mitglieder des Henry Kotowski Quintetts auf, das aus dem Henry Kotowski Sextett hervorgegangen war.
1969 kehrten Peter Meyer und Dieter Hertrampf zur Band zurück, Dieter Birr (Gesang, Gitarre) und Gunther Wosylus als Schlagzeuger kamen ebenfalls hinzu. Den Bandnamen behielten die Puhdys bei. Den ersten Auftritt in der neuen Besetzung hatte die Band am 19. November 1969 im Tivoli in Freiberg. Dieser Tag wurde später als Gründungstag der Puhdys bezeichnet. In diesem Konzert spielten sie ausschließlich englischsprachige Coversongs.
1970 erhielt die Band ein Auftrittsverbot im Bezirk Karl-Marx-Stadt. Zwei dortige Kulturbeauftragte hatten bemängelt, dass alle Texte auf Englisch gesungen worden seien und die Leistung der Musikanlage mit 200 Watt mehr als die üblichen 70 bis 80 Watt betragen hätte. Auch habe es „die Kapelle“ nicht verstanden, den Ablauf so zu gestalten, dass „jedwede Hektik unter den jugendlichen Tänzern hätte vermieden werden können“. In der Folge kam es zu einer Aussprache der Band mit den Behörden. Daraufhin schrieben die Puhdys eigene Lieder in deutscher Sprache, das Verbot wurde aufgehoben.
Stilistisch lehnte man sich zunächst an Hard-Rock-Vorbilder wie Deep Purple, Uriah Heep oder Led Zeppelin an. Mit Eigenkompositionen und Texten von Wolfgang Tilgner und Burkhard R. Lasch entwickelten sich die Puhdys zur erfolgreichsten DDR-Rockgruppe der 1970er Jahre. Erste größere Bekanntheit erlangten die Puhdys 1971 durch die Sendungen Basar und Die Notenbank im Fernsehen der DDR. Initiiert durch einen Aufruf von 150 Schülern einer Berufsschule in Gardelegen wurde dort der spätere Hit Türen öffnen sich zur Stadt gezeigt. Schon im Jahr darauf wurde Geh dem Wind nicht aus dem Wege der „Schlager des Jahres“.

Konzert 1992 in Eberswalde

Im Jahr 1973 spielten die Puhdys die von Peter Gotthardt und Ulrich Plenzdorf geschriebenen Titel Wenn ein Mensch lebt und Geh zu ihr als Filmmusik zum Film Die Legende von Paul und Paula (unter Regie von Heiner Carow) ein. Dabei wurden die ursprünglich angedachten Titel Spicks and Specks von den Bee Gees und Look Wot You Dun von Slade aufgrund Devisenmangels gestrichen und stattdessen Eigenproduktionen genommen, denen die starke Ähnlichkeit zum Original anzuhören ist. Im gleichen Jahr waren sie im Film Das zweite Leben des Friedrich Wilhelm Georg Platow mit drei Titeln zu hören und zu sehen.
Ebenfalls 1973 hatten sie auf den X. (10.) Weltfestspielen der Jugend und Studenten in Ost-Berlin ihren ersten Großauftritt. 1976 traten sie beim Internationalen Liederfestival in Sopot auf. Sie waren eine der wenigen Bands, die Konzerte im westlichen Ausland geben durften. Ihren ersten Auftritt in Westdeutschland hatte die Gruppe am 9. November 1976 in der Hamburger Fabrik, dazu kamen Auftritte beim Fest der Jugend in Dortmund und West-Berlin. 1977 traten sie als erste DDR-Band im Musikladen von Radio Bremen mit Wenn ein Mensch lebt und Reise zum Mittelpunkt der Erde (aus Puhdys 1) auf. Bis 1977 erzielten die ersten beiden Alben Auflagen von über 400.000. 1977 wurde Rock ’n’ Roll Music, das erste englischsprachige Puhdys-Album, veröffentlicht. Es enthielt ausschließlich Coverversionen anglo-amerikanischer Künstler. 1979 erschien das Lied Doch die Gitter schweigen, ein Auftragswerk des DDR-Fernsehens zum Polizeiruf-110-Film Die letzte Chance. Im selben Jahr verließ Drummer Gunther Wosylus die Band, um einige Jahre später in den Westen zu gehen. Für ihn kam Klaus Scharfschwerdt (ex-Prinzip). In London nahmen die Puhdys 1980 ihr zweites englischsprachiges Album auf – diesmal mit eigenen Songs wie Far From Home. 1981 gaben die Puhdys ein Konzert in der Waldbühne in West-Berlin vor 12.000 Besuchern und unternahmen eine Promotion-Tour durch die USA.
1982 erhielten sie als erste DDR-Rockband den Nationalpreis der DDR (Nationalpreis der DDR II. Klasse für Kunst und Literatur).

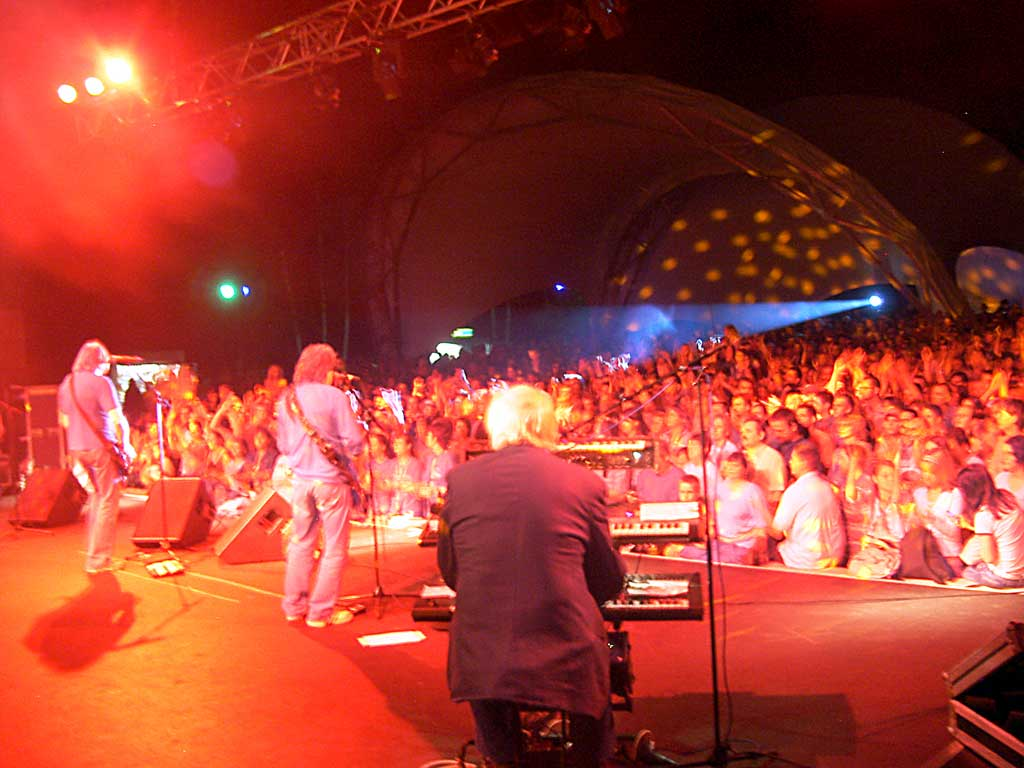
Konzert am 2. September 2005 im Familiengarten Eberswalde

1984 erschien auf der LP Das Buch mit dem Titel Ich will nicht vergessen ein Lied, das gezielt das Thema Deutsche Teilung und insbesondere das Wort „Deutschland“ enthielt, welches im offiziellen DDR-Sprachgebrauch praktisch tabu war. Dieses Lied durfte nicht im Radio oder Fernsehen der DDR gespielt werden, wurde aber schnell unter dem eigentlich falschen Titel Denke ich an Deutschland als eine „heimliche Hymne“ der DDR bekannt. Durch die bundesweite Übertragung des Konzertes im hessischen Niedernhausen vom 21. August 1987 durch RTL Plus und Tele-F.A.Z. im Kabelfernsehen gelangte die Band auch in der Bundesrepublik zu immer mehr Popularität. Zu ihrer 1989 erschienenen LP Neue Helden steuerte Kurt Demmler vorsichtig vorweggenommene Wende-Lyrik bei.
Die Puhdys wurden von den Lesern der DDR-Jugendzeitschrift Neues Leben zwölf Mal zur beliebtesten Rockband der DDR gewählt.
Einige Alben wurden in nennenswerten Auflagen auch in der Bundesrepublik Deutschland und anderen westlichen Ländern verkauft und brachten der DDR beachtliche Devisen ein. Weltweit verkauften die Puhdys bis zur Wende fast 20 Millionen Alben, so viel wie keine andere DDR-Rockband.

### Zeit der Wende bis heute
Von 1988 bis 1989 verabschiedete sich die Band mit einer großen Good-Bye-Tour durch die DDR und die Bundesrepublik Deutschland, auf der sie teilweise von den Lords begleitet wurden. Als Manager hatten die Puhdys zu dieser Zeit Jörg Stempel engagiert. 1992 kam es zur Wiedervereinigung der Band. Ihre ersten Auftritte nach der Neuformierung hatten die Puhdys auf dem Flughafen Berlin-Schönefeld und in Paderborn. Sie waren eine der wenigen etablierten Ostrockbands, die auch in dieser Zeit erfolgreich blieben.
Der letzte Innenminister der DDR und damalige Präsident des F.C. Hansa Rostock, Peter-Michael Diestel, bat die Puhdys 1994, eine Vereinshymne zu schreiben und aufzunehmen. FC Hansa – Wir lieben Dich total erschien und wurde zum Start der Fußball-Bundesligasaison 1994/95 im Ostseestadion Rostock aufgeführt. Ein weiterer Song für einen Sportverein erschien 1997 mit Hey, wir woll’n die Eisbär’n sehn! für den Berliner Eishockey-Verein Eisbären.
1997 verließ Bassmann Harry Jeske aus Gesundheitsgründen die Band und wurde durch Peter Bimbo Rasym (ex-Stern Meißen, ex-Datzu) ersetzt. Am 19. Juni 1999 wurden die Puhdys im 30. Jubiläumsjahr bei ihrem 3000. Konzert in der ausverkauften Berliner Waldbühne von 22.000 Fans bejubelt. Außerdem wirkten Dieter Birr, Dieter Hertrampf und Peter Meyer 1999 in dem Film Comeback für Freddy Baker mit Mario Adorf mit.
Dem Berliner Fußballclub 1. FC Union wurde 2000 der Song Eisern Union 2000 gewidmet. Zudem schrieben sie für den SC Paderborn 07 noch die Vereinshymne Helden geben nie auf!. Die Puhdys publizierten während ihrer Karriere auch Werbesongs. Im August 2000 öffnete der EuroSpeedway Lausitz seine Pforten. An diesem Tag wurde dort von den Puhdys das Lied Speed Kings offiziell uraufgeführt. Partner waren und sind unter anderen Berliner Pilsner (Was gut ist, setzt sich durch) und EWE (Was braucht man), für die die Puhdys Werbesongs schrieben und spielten. Mittlerweile sind einige Kinder der Puhdys bei Bell, Book & Candle und Stamping Feet erfolgreich musikalisch tätig.
Bei dem 2000er Lied Wut will nicht sterben wirkt der Rammstein-Sänger Till Lindemann mit. Da aber das Management von Rammstein gegen diese „Hilfeleistung“ war, wurde dieses Lied zuerst mit Lindemann als Single (rotes Cover) und dann ohne ihn als Single (blaues Cover) veröffentlicht. Die Single mit Till Lindemann ist inzwischen sehr rar.
Im Jahr 2004 feierte die Band dann ihr 35-jähriges Bestehen. Ein Jahr später erschien das Studioalbum Alles hat seine Zeit. Am 6. November 2006 wurde das zweite Weihnachtsalbum Dezembernächte veröffentlicht, das wie schon seinerzeit Dezembertage nur über einen Sondervertriebsweg und nicht im normalen Plattenhandel erhältlich war. Das Album konnte bundesweit nur in Filialen der Telekom sowie der Telekommunikationskette _dug erworben werden. Inzwischen kann man das Album auch im normalen Handel beziehen.
Im Juli 2006 nahmen die Puhdys am „East Rock Classic“ auf dem Berliner Gendarmenmarkt teil. Sie spielten neben anderen Ostrockstars wie City, Karat, Dirk Michaelis, Werther Lohse und Ute Freudenberg ihre Titel in den ursprünglichen Versionen. Aufgrund vieler Nachfragen fanden 2007 weitere sechs Ostrock-in-Klassik-Konzerte – diesmal mit Silly, Karat, Veronika Fischer, Werther Lohse und Ute Freudenberg – in Hohenfelden, Schwarzenberg, Dresden, Hannover, Rammenau, Rostock und Berlin statt. Die Fortsetzung dieser Ostrock-Klassik-Konzerte gab es im Sommer 2008. Außerdem gingen die Puhdys im Frühjahr 2008 erstmals auf „Unplugged“-Tour durch einige Städte in Niedersachsen.
Ab 1. Januar 2009 starteten die Puhdys mit ihrer Jubiläumstour 40 Jahre Puhdys in der O2 World in Berlin. Als Gäste traten während des dreistündigen Konzerts unter anderem die Rockbands City und Karat, Michael Hirte („Supertalent 2008“ aus der RTL-Sendung) sowie die Gruppe De Randfichten auf. Eine Aufzeichnung dieses Konzerts erschien 2010 auf DVD. Am 2. Januar 2009 brachten die Puhdys ihr neues Album Abenteuer heraus, das 13 Lieder beinhaltet. Zu diesen Liedern gehören Abenteuer, Ohrwurm und Schänder sowie der Song Wenn Träume sterben in einer neuen Aufnahme. Die beiden bisher nur als Live-Versionen erhältlichen Lieder Kühle Lady und Nirvana erschienen erstmals als Studioversionen auf dem Album. Es folgte die DVD Kultband des Ostens – Der Film – Die Geschichte am 6. Februar. Das Buch Abenteuer mit den Puhdys als Autoren erschien kurze Zeit später. Schließlich erschien am 20. April die 33-CD-Box Lieder für Generationen (limitiert auf 5000 Stück) mit allen Puhdys-Alben sowie der noch nicht auf CD erschienenen DVD Das 3.000. Konzert und einer neuen Raritäten-CD. Außerdem kam am eigentlichen Jubiläumsdatum, dem 19. November, die Live-Doppel-CD Akustisch. Die Hits auf den Markt, welche den Mitschnitt eines Unplugged-Konzerts im April enthält. Ebenfalls am 19. November wurde neben dem „Tivoli“ in Freiberg ein Puhdys-Gedenkstein enthüllt.
Im September 2012 veröffentlichten die Puhdys zusammen mit den ostdeutschen Bands City, Karat und Pankow den gemeinsamen Song Was uns verbindet.

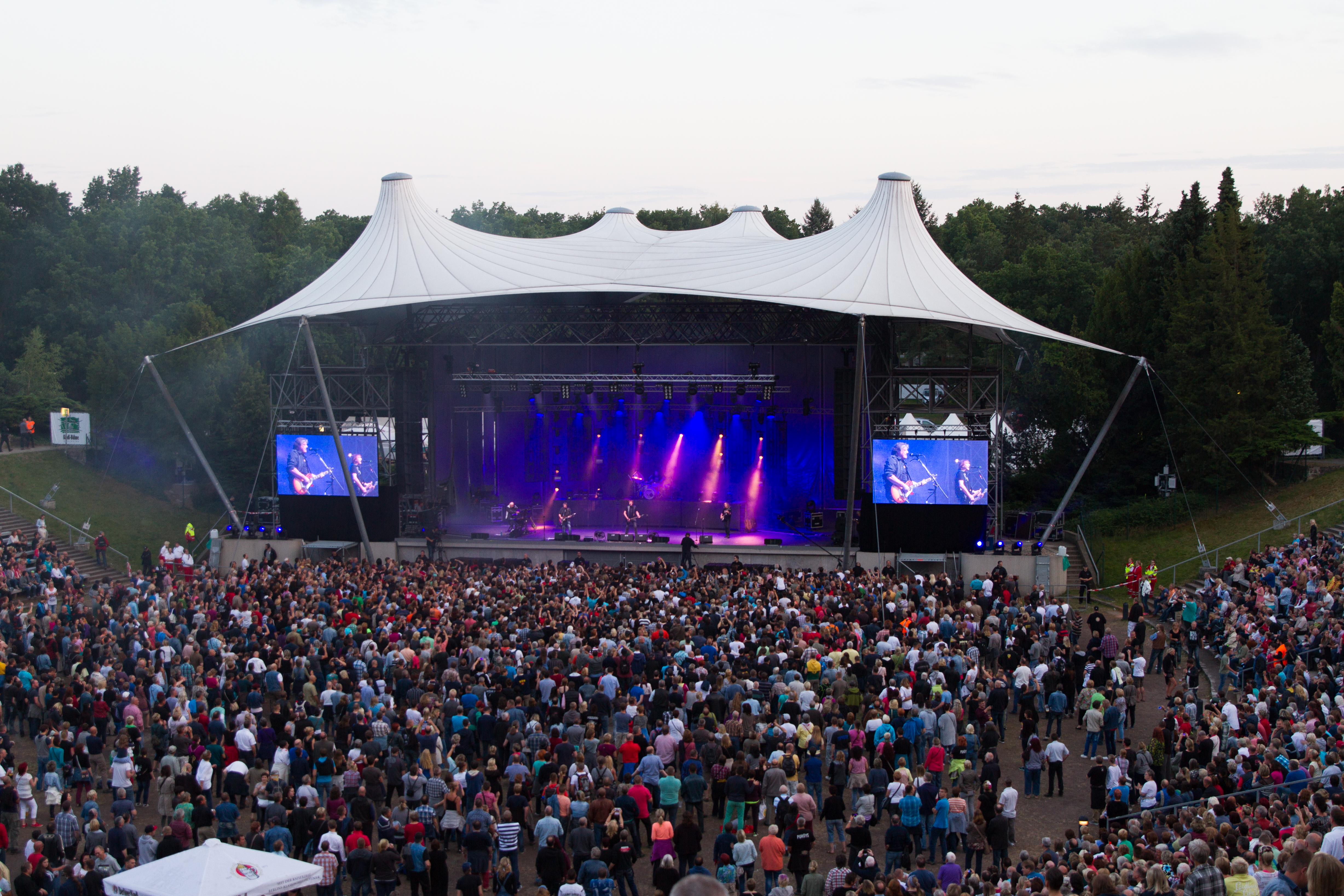
Parkbühne Wuhlheide beim Puhdys – Das große Abschiedskonzert 2015

Peter Meyer deutete im November 2012 an, dass die Band aus Altersgründen ernsthaft über ihre Auflösung nachdenkt, die Entscheidung aber auch vom Erfolg ihres neuen Albums Es war schön abhängig macht. „Verkauft sich unsere neue CD bis zum Sommer 2013 mehr als 500.000 Mal, machen wir über das Jahr hinaus weiter.“ Das Album erreichte immerhin mit Platz 14 die bis dahin höchste Chartplatzierung für die Puhdys.
Am 1. November 2013 erschien bei Universal das dritte Weihnachtsalbum Heilige Nächte. Als Besonderheit dieses Albums ist zu verzeichnen, dass alle neuen Titel, bis auf eine Ausnahme, von Dieter Hertrampf gesungen wurden. Auch Klaus Scharfschwerdt ist erstmals nach 30 Jahren wieder als Sänger zu hören. Dieter Birr singt lediglich die neu abgemischten Titel aus den vorherigen Weihnachts-CDs. Erstmals wurde kein einziger der neuen Titel von ihm komponiert.
Am 17. Februar 2014 erklärte das Management, dass die Puhdys im Jahr 2015 auf Abschiedstour gehen werden. Peter Meyer begründete dies mit „Wir sind Ende des Monats alle über 60. Irgendwann macht der Körper einfach nicht mehr mit.“ Auftakt der Abschiedstour war der 31. Oktober 2014 in der Berliner O2-World. Das letzte offizielle Konzert der Puhdys fand am 2. Januar 2016 in der (inzwischen umbenannten) Berliner Mercedes-Benz-Arena statt und lief über drei Stunden. Es wurde für das Fernsehen und DVD aufgezeichnet. Weitere Auftritte erfolgten bis Juni 2016 im Rahmen der „Rocklegenden“-Tour gemeinsam mit City und Karat, in deren Rahmen die Band am 24. Juni 2016 in Schwarzenberg das letzte Mal auftrat.
Der DVD-Aufzeichnung Das letzte Konzert gelang mit Platz 2 in den deutschen Album-Charts die höchste Chartplatzierung der Band nach der Wende.
Die Band wurde im April 2016 mit dem „Echo“ für ihr Lebenswerk ausgezeichnet.
Ende 2019 wurde bekannt, dass Dieter Birr mit den übrigen Mitgliedern der Band seit 2013 zerstritten ist. Birr versuchte später, gerichtlich die alleinigen Urheberrechte als Komponist der frühen Puhdys-Lieder einzuklagen, bei denen bisher die Band als Komponisten-Kollektiv angegeben ist. Im Juli 2021 einigte sich die Band außergerichtlich. Die Urheberrechte wurden Birr zugesprochen.

## Bandmitglieder

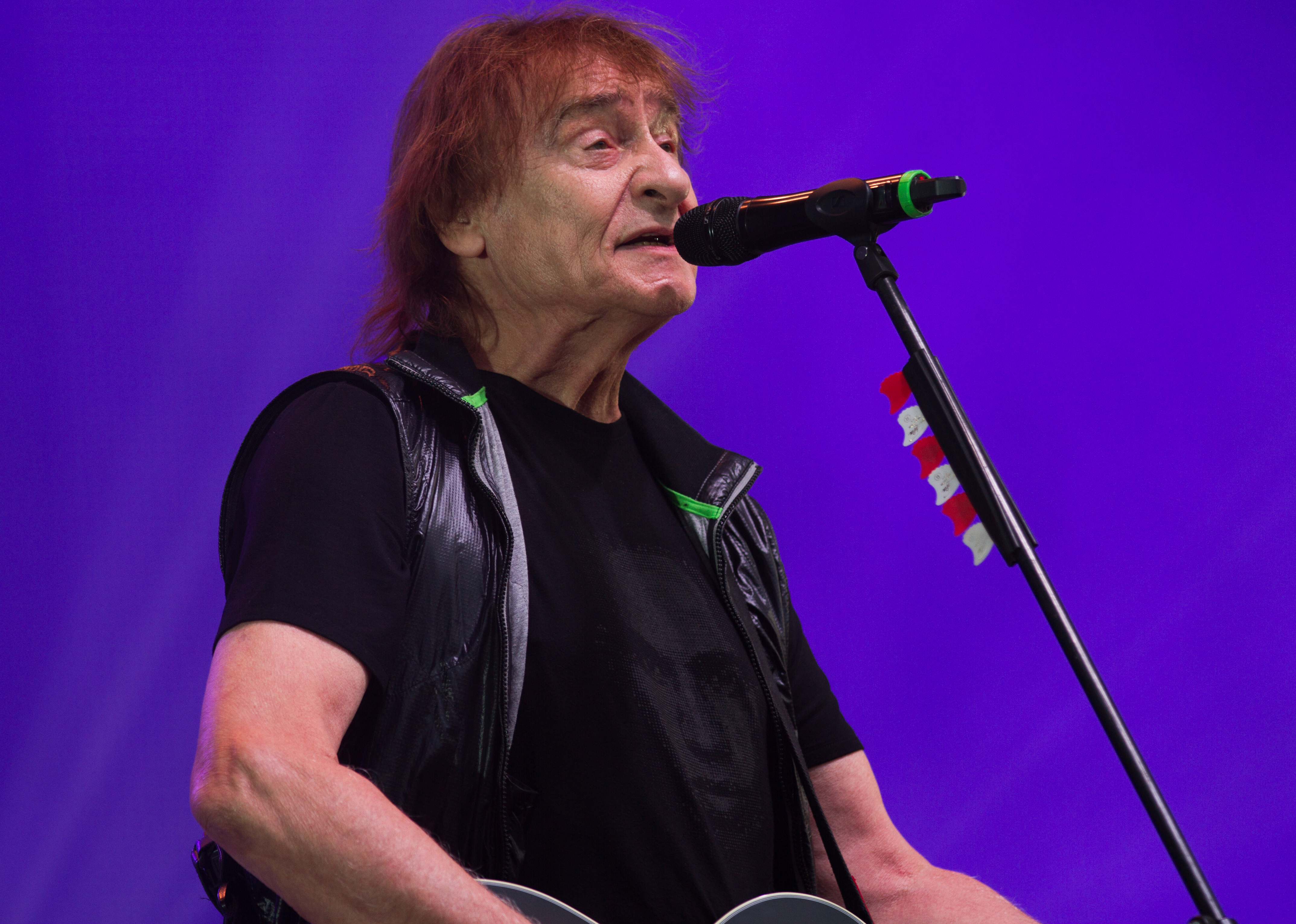
Dieter „Maschine“ Birr (2015)

### Dieter „Maschine“ Birr
Dieter Birr (* 18. März 1944 in Köslin/Pommern) absolvierte eine Ausbildung als Universalschleifer und lernte zugleich autodidaktisch Gitarre. Von 1966 bis 1972 studierte er Tanzmusik, Theorie und Gitarre an der Musikschule Friedrichshain in Ost-Berlin. Er spielte bis 1969 in verschiedenen Bands: Telestar, Luniks, Jupiters und bei Evgenie Kantschev. Ab 1969 war er Frontmann, Sänger, Gitarrist und Komponist der Puhdys. Bis heute komponierte Birr über 250 Titel, so auch alle Songs seines Soloalbums Intim aus dem Jahre 1986. Sein Spitzname „Maschine“ geht auf Peter Meyer zurück („Er frißt für drei, ’ne richtige Freßmaschine!“). Am 14. März 2014 erschien Birrs zweites Soloalbum Maschine. Darauf wirkten unter anderem Julia Neigel sowie Wolfgang Niedecken (BAP) und Toni Krahl (City) mit.
Dieter Birr lebt in Neuenhagen. Sein Sohn Andy Birr ist Schlagzeuger und Gitarrist der Popband Bell, Book & Candle.

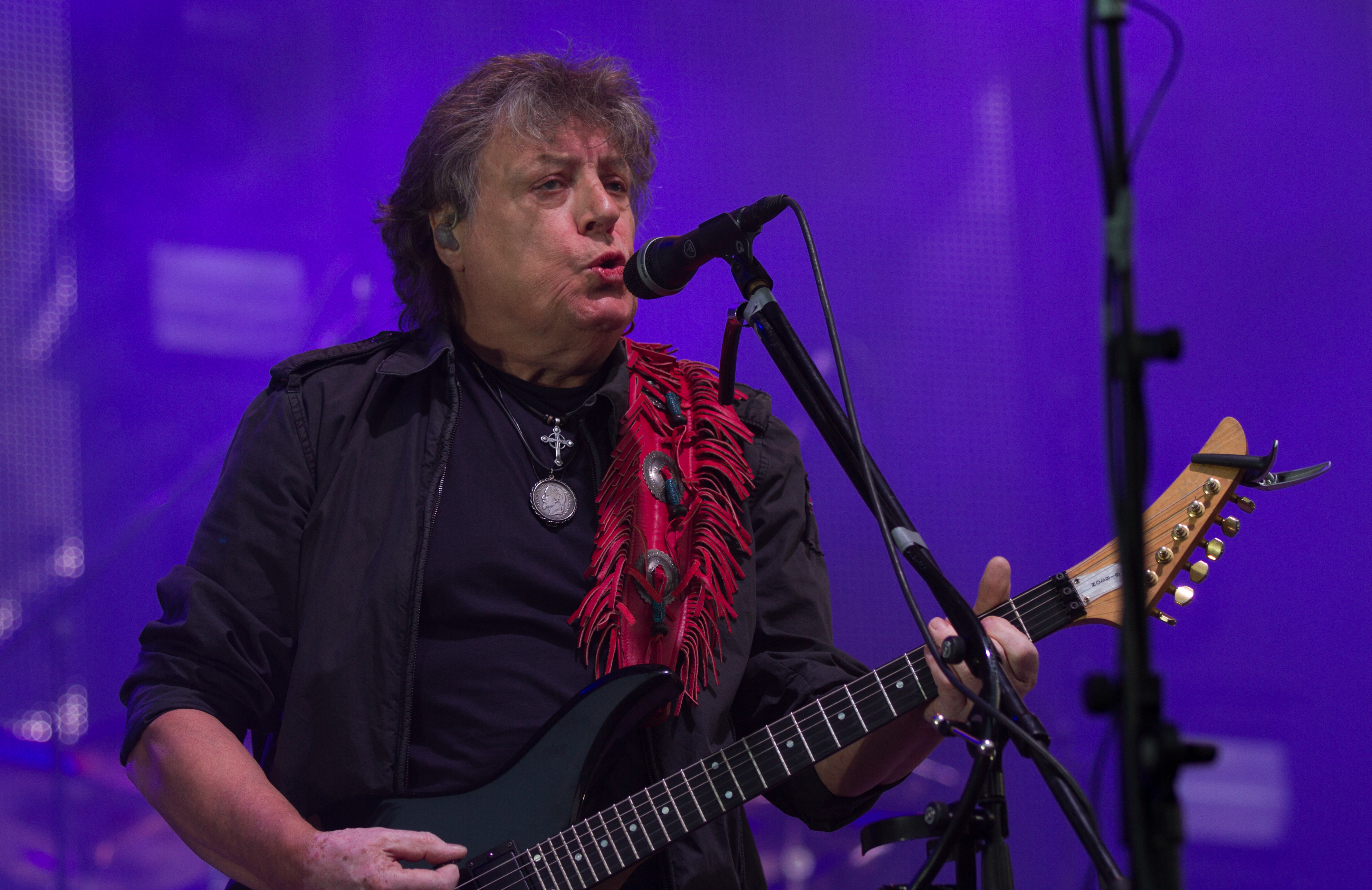
Dieter „Quaster“ Hertrampf (2015)

### Dieter „Quaster“ Hertrampf
Dieter Hertrampf (* 29. November 1944 in Berlin) ist Leadgitarrist und Sänger und gehörte 1969 zu den Gründungsmitgliedern der Puhdys. Er ist zum vierten Mal verheiratet, hat drei leibliche Kinder und einen Ziehsohn (Carsten Mohren, Keyboarder bei Rockhaus). Sein Sohn Sven spielt bei der Drum-Performance Stamping Feet, in der früher auch Scharfschwerdts Sohn Nick spielte. Hertrampf lernte Verkehrsbauzeichner und absolvierte dann ein Gitarrenstudium. Die erste Band, in der er spielte, hieß Homedia Combo. Seinen Spitznamen Quaster hat er von seinen Bandkollegen, weil er sich in der Anfangszeit der Puhdys bemühte, die Gitarrenstimme des Shadows-Songs Quartermaster’s Stores einzuüben. Hertrampf lebt in Berlin-Rahnsdorf.

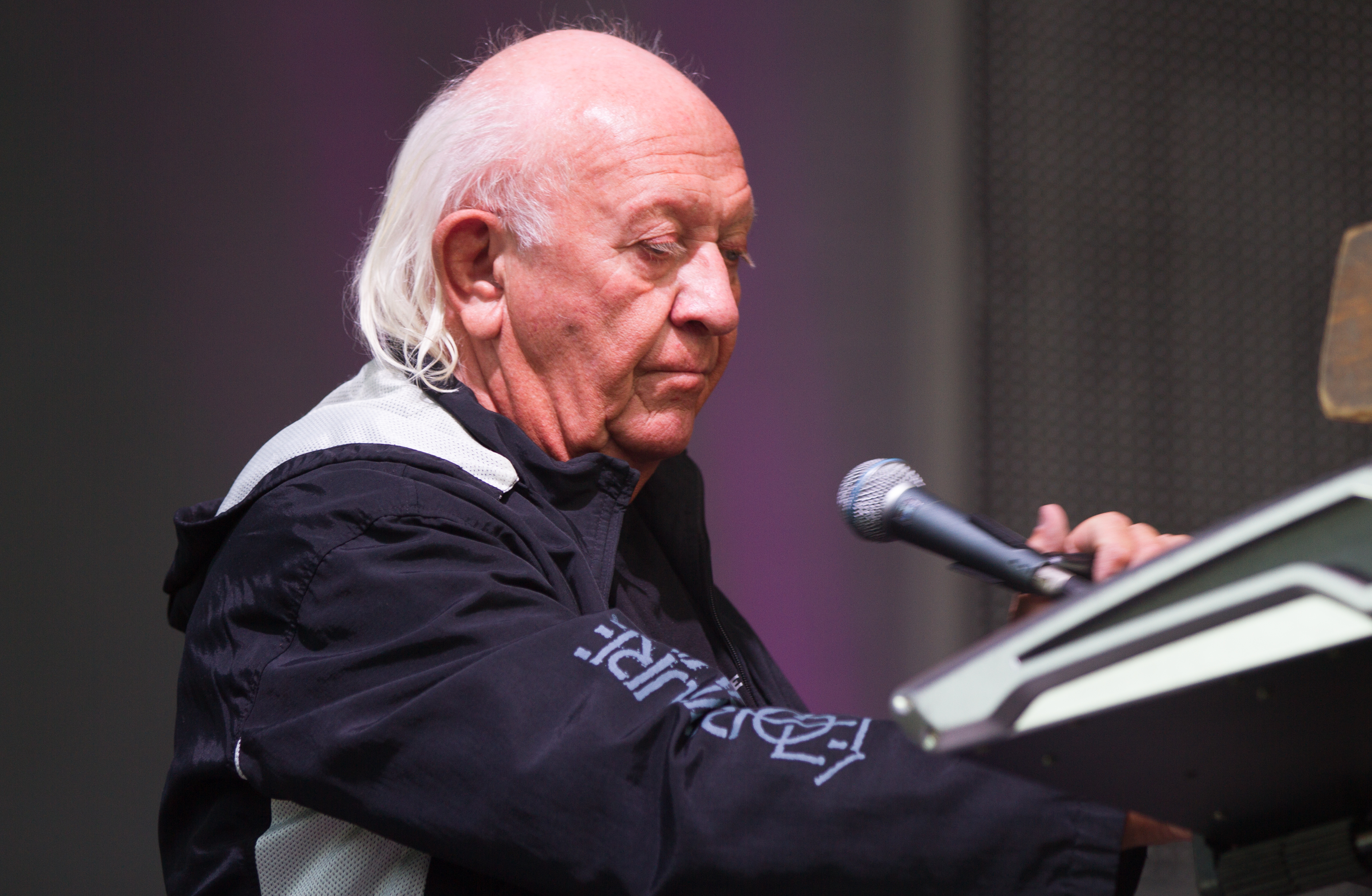
Peter Meyer (2015)

### Peter „Eingehängt“ Meyer
→ Hauptartikel: Peter Meyer
Peter Meyer (* 5. Januar 1940 in Hohenmölsen) war verantwortlich für Keyboards und manchmal Saxophon sowie Querflöte. Er gilt als Organisationstalent. Meyer lebt in Berlin-Rahnsdorf.
Sein Sohn Hendrik Röder ist Bassist der Popband Bell, Book & Candle.

### Klaus Scharfschwerdt
→ Hauptartikel: Klaus Scharfschwerdt

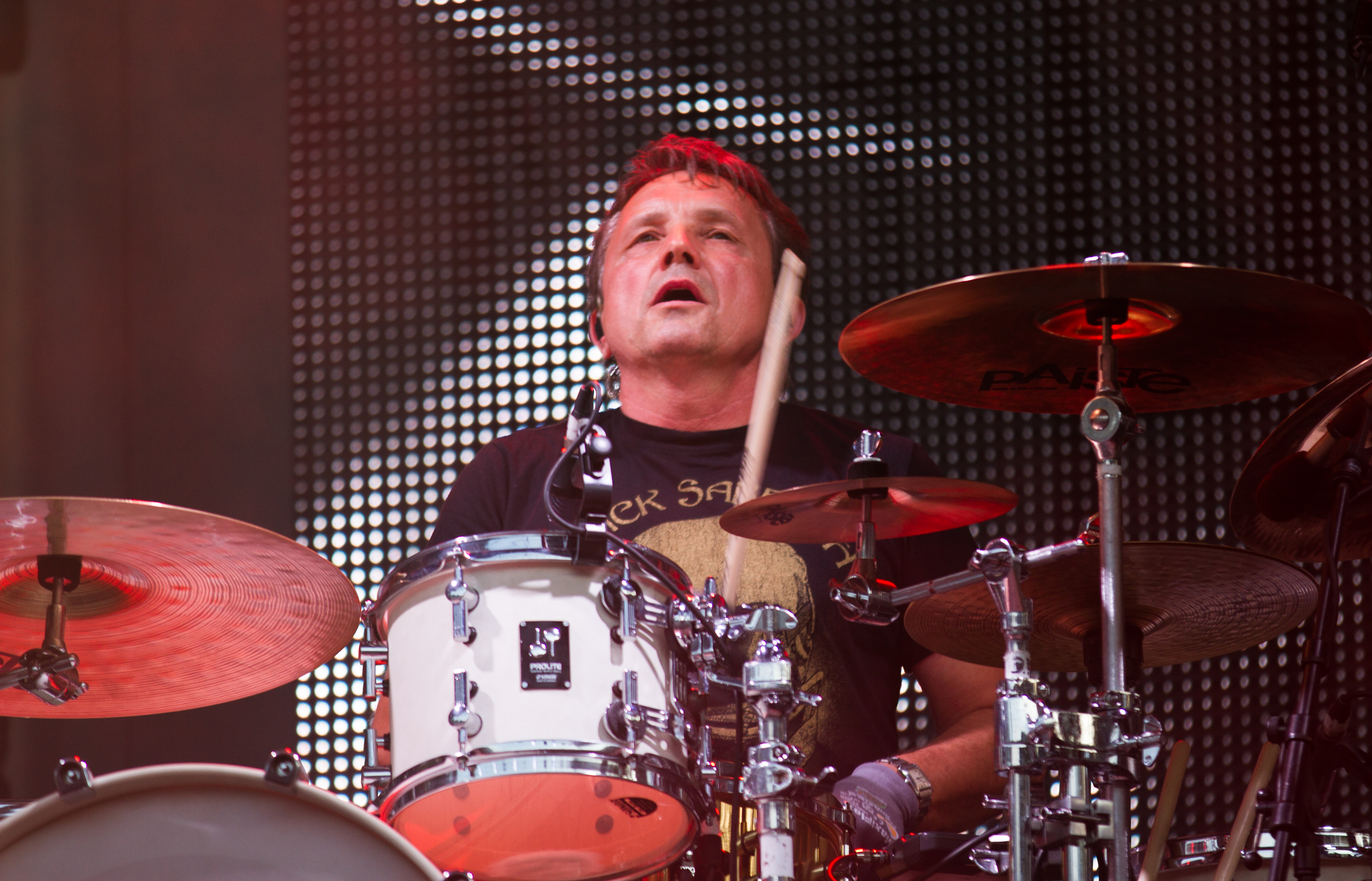
Klaus Scharfschwerdt (2015)

Klaus Scharfschwerdt (* 27. Februar 1954; † 10. Juni 2022) war ab 1979 als Nachfolger von Gunther Wosylus Schlagzeuger bei den Puhdys. Er erlernte den Beruf des Tischlers und war ab 1975 Berufsmusiker. Vor den Puhdys spielte er unter anderem bei Vulcan, Knorze, Prinzip und Stern Meißen. Durch Scharfschwerdt wurde die Musik der Puhdys dynamischer und härter. Er wurde 1984–1986 als bester Schlagzeuger der DDR ausgezeichnet, half 1988/89 bei Stern Meißen und Turbo (Prag) aus und komponierte einige Titel der Puhdys, unter anderem Lass uns den Rest bewahr’n, Süden und Unsichtbare. Er komponierte meist zusammen mit Peter Bimbo Rasym.
Mit den Hits TV-Show und Jahreszeiten begeisterte er viele Leute in der Zeit der Neuen Deutschen Welle. Gemocht hat er diese Titel jedoch nicht: „Schrecklich, die Dinger musste ich singen. Ich, der Trommler. Wenn es davor eine peinliche Situation gab, konnte ich mich immer hinter dem Schlagzeug verstecken. Und nun musste ich an den Bühnenrand. Das hat mich so angekotzt.“ Auf der Weihnachts-CD Heilige Nächte übernahm er dennoch wieder einen Gesangspart.
Ein Jahr nach dem Aus der Puhdys gründete er 2017 mit Hans „die Geige“ Wintoch die Band Scharfschwerdts Neuland.
Klaus Scharfschwerdt lebte in Berlin-Rahnsdorf. Er verstarb am 10. Juni 2022 an den Folgen einer Krebserkrankung.

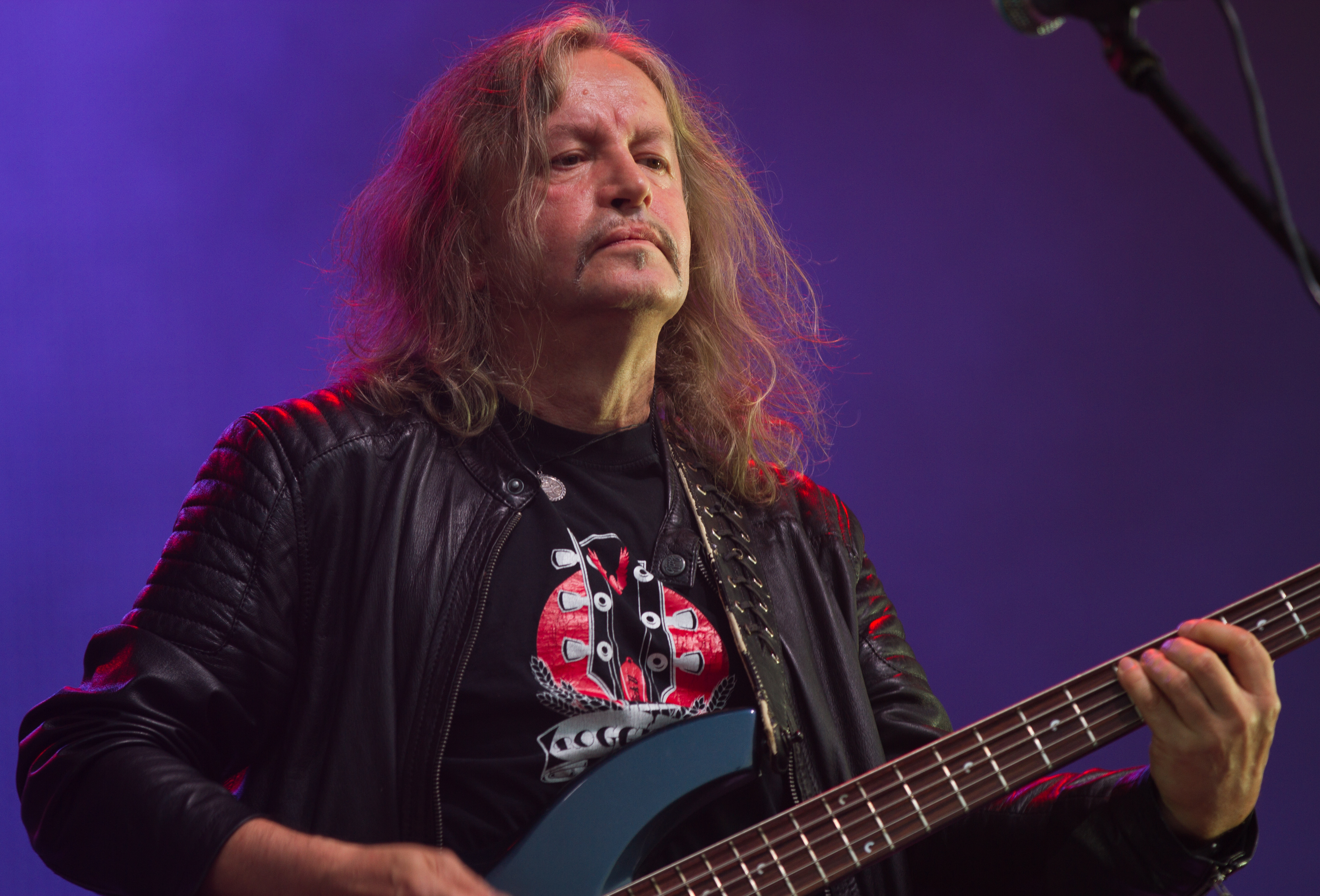
Peter „Bimbo“ Rasym (2015)

### Peter „Bimbo“ Rasym
Peter Rasym (* 7. Juli 1953 in Bitterfeld) war ab 1997 Bassist bei den Puhdys, als Nachfolger von Harry Jeske. Vor den Puhdys spielte er bei Datzu, der Schubert-Band, Stern Meißen, Feuerkitt und Rapunzel. Bimbo steht für „Bin Im Moment Bassmäßig Orientiert“.

### Ehemalige
- Harry Jeske (* 6. Oktober 1937 in Oranienburg; † 20. August 2020 in Wismar[23]), Mitbegründer und Bassist der Puhdys von 1969 bis 1997
- Gunther Wosylus (* 22. Dezember 1945),[24] Mitglied von 1969 bis 1979

## Diskografie

### Studio- und Livealben
- 1974: Зигфрид Валенди & Вокально-Инструментальный Ансамбль “Пудис” (Melodija, Die Puhdys als Studioband für Siegfried Walendy)
- 1974: Die Puhdys (Amiga, als Puhdys 1 1980 Reissue bei Amiga)
- 1975: Puhdys (Amiga, 1976 bei Supraphon, als Puhdys 2 1980 Reissue bei Amiga)
- 1976: Sturmvogel (Amiga)
- 1976: Rock ’n’ Roll Music (Amiga)
- 1977: Perlenfischer (Amiga)
- 1978: 10 wilde Jahre (Amiga)
- 1979: Live im Friedrichstadtpalast (Amiga Doppel-LP, als Puhdys 6 Live 1979 bei Hansa, als 7 – Puhdys Live 1981 Reissue bei Amiga)
- 1980: Heiß wie Schnee (Amiga)
- 1981: Far from Home (Amiga)
- 1982: Schattenreiter (Amiga)
- 1983: Computer-Karriere (Amiga)
- 1984: Das Buch (Amiga)
- 1984: Live in Sachsen (Doppel-LP) (Amiga)
- 1986: Ohne Schminke (Amiga)
- 1989: Neue Helden (Amiga)
- 1989: Jubiläumsalbum (Amiga)
- 1992: Wie ein Engel (DSB)
- 1994: Zeiten ändern sich (Dakoda)
- 1994: Live – 25 Jahre die totale Aktion
- 1996: Live in flagranti (Dakoda)
- 1997: Frei wie die Geier (Dakoda)
- 1999: Wilder Frieden (BMG)
- 2001: Zufrieden? (BMG)
- 2001: Dezembertage (BMG)
- 2003: Undercover (Multirecords)
- 2005: Alles hat seine Zeit (Multirecords)
- 2006: Dezembernächte (Multirecords)
- 2007: Ostrock in Klassik (Puhdys, Karat, Silly u. a.)
- 2009: Abenteuer – Das Jubiläumsalbum (BuschFunk)
- 2009: Akustisch – Die Hits (BuschFunk)
- 2009: Puhdys live – Das 3000. Konzert
- 2011: Live aus der O2-World (BuschFunk)
- 2012: Es war schön (Universal Music)
- 2013: Heilige Nächte (Polydor)
- 2014: Rocklegenden, Puhdys + City + Karat
- 2015: Rocklegenden Live, Puhdys + City + Karat
- 2016: Das letzte Konzert (Universal Music)

### Singles
- 1973: Geh zu ihr / Zeiten und Weiten (Amiga, auch unter Titel DT64 Musikstudio Nr. 16 veröffentlicht)
- 1973: DT64 Musikstudio Nr. 17 (Puhdys: Vorn ist das Licht / Electra: Das kommt, weil die Seele brennt) (Amiga)
- 1973: Dem Frieden die Freiheit (Puhdys: Unser Lied ist euer Schrei / Oktoberklub: Ich singe für den Frieden / Inti Illimani: Resistencia – Widerstand) (Amiga)
- 1973: Hell Raiser / Highway Star (Amiga)
- 1973: Ikarus / Sommernacht (Amiga)
- 1973: Эстрада Планеты (Melodija, Flexi – Split mit Karel Gott, Johnny Hallyday und Juri Antonow)
- 1974: Wie ein Pfeil / Lied für Generationen (Amiga)
- 1974: Die Sonne kennt ihren Weg / Spiel zu zweit (Amiga)
- 1974: Zeiten und Weiten / Manchmal im Schlaf / Gentleman / Türen öffnen sich zur Stadt (Melodija)
- 1975: Sturmvogel / Einsamkeit (Amiga)
- 1975: Song for Generations / Stones (Amiga)
- 1976: Long Tall Sally / Party / Rock And Roll Music / Bye Bye Love (Amiga)
- 1976: Alt wie ein Baum / Erinnerung (Amiga)
- 1976: Alt wie ein Baum / Perlenfischer (Hansa)
- 1977: Wenn Träume sterben / Perlenfischer (Amiga)
- 1977: Wilde Jahre / Sterne verspäten sich nie (Amiga)
- 1977: Steine / Sonntagsfahrer (Melodija, Flexi)
- 1977: Geh’ zu ihr / Lied für Generationen (Hansa)
- 1978: Ikarus II / Flieg, Vogel flieg (Amiga)
- 1978: Doch die Gitter schweigen / Hören und sehen (Amiga)
- 1978: Wilde Jahre / Perlenfischer (Hansa)
- 1979: Kein Paradies / Wiedersehen (Amiga sowie Hansa)
- 1979: Heiß wie Schnee / Melanie (Amiga sowie Hansa und Rocktopus)
- 1979: Gitter schweigen / Ikarus II (Hansa)
- 1980: Bis ans Ende der Welt / Nie wieder werde ich weinen um dich (Amiga)
- 1980: Bis ans Ende der Welt / Lied für Anja (Rocktopus)
- 1980: Jugendliebe (Amiga Quartett, gemeinsam mit Ute Freudenberg, Neumis Rock Circus und Karussell)
- 1981: He, John / Was vom Leben bleibt (Amiga)
- 1981: Der Außenseiter / An den Ufern der Nacht (Amiga)
- 1981: He John / Fern von Zuhaus (Rocktopus)
- 1981: Schattenreiter / Wenn ein Mensch lebt (Hansa)
- 1982: Jahreszeiten / TV-Show (Amiga)
- 1982: Hiroshima / Computerträume (Pool)
- 1982: Frieden soll sein (Amiga, gemeinsam mit Karat, Dialog und Karussell)
- 1983: Sehnsucht / Computer-Mann (Pool)
- 1984: Ich will nicht vergessen / Die Wärme der Nacht (Pool)
- 1984: Rockerrente / Das Buch (Amiga)
- 1985: Rock ’n’ Roll ist mein Begleiter / Wieviel Liebe (Amiga)
- 1987: Big Hits 1975–85 (Puhdys: Hiroshima / City: Am Fenster) (Teldec)
- 1989: Frei wie der Wind / Herbstwind (Koch)
- 1992: Wie ein Engel / So wie früher / Schwarz und weiß (DSB)
- 1994: Keine Ahnung / Kommen und gehen / Deutschland, Deutschland (Dakoda)
- 1994: Keine Meile tut mir leid / With a little help from my friends / Die Show muß weitergehn (Dakoda)
- 1995: FC Hansa – Wir lieben dich total (Dakoda)
- 1995: Alt wie ein Baum ’95 (Hansa, G.D.R. feat. Puhdys)
- 1995: Ewig leben (ZYX Records)
- 1996: Sehnsucht (Neuversion ’96) (Dakoda, Promo)
- 1997: SC Paderborn – Helden geben nie auf (veröffentlicht unter dem Namen Wounded Knee) (Dakoda)
- 1997: Steh auf und lauf (Dakoda)
- 1997: Leck mich am Arsch (Dakoda)
- 1997: Bye, bye … H’arryvederci – Abschiedslied für Harry (Dakoda)
- 1997: Hey, wir woll’n die Eisbär’n sehn! (Dakoda, Reissue Sony BMG 1998, EHC Berlin 2004, Buschfunk 2008 und Buschfunk 2009)
- 1998: Comeback (Gigolo – Mario-Adorf-Version / Gigolo – Puhdys-Version) (Promo)
- 1999: Alt wie ein Baum ’99 (BMG)
- 1999: Wenn ein Mensch lebt (BMG)
- 1999: Hipp Hipp Hurra (BMG)
- 1999: Wilder Frieden (Gekürzte Version / Live Waldbühne Berlin) (BMG, Promo)
- 2000: Wut will nicht sterben (feat. Till Lindemann) (BMG)
- 2000: Wut will nicht sterben (BMG)
- 2000: Eisern Union 2000 (BMG)
- 2000: Speed Kings (BMG)
- 2001: Stars (BMG)
- 2001: Ich hab das Gefühl (BMG)
- 2001: Hey, wir woll’n die Puhdys sehn (BMG, Promo)
- 2006: Es ist keine Ente – wir saufen bis zur Rockerrente (Multirecords)
- 2009: Abenteuer / Ohrwurm (Buschfunk)
- 2011: Die Puhdys kommen – Auf nach Kamenz (Multirecords)
- 2011: Hey, wir woll’n die Eisbärn sehn (Neuaufnahme mit Jürgen Drews) (Universal Music)
- 2012: Es war schön (Universal Music, Promo)
- 2012: Draußen warten die Sterne (Universal Music, Promo)
- 2013: Mach dir um mich keine Sorgen (Universal Music, Promo)
- 2013: All diese Jahre (Universal Music, Promo)

### Kompilationen
- 1976: Puhdys 1 (Hansa, als Puhdys 1 – Wenn Ein Mensch Lebt 1982 bei Pool)
- 1977: Puhdys 3 (Hansa, als Puhdys 3 – Alt Wie Ein Baum 1982 bei Pool)
- 1977: Die großen Erfolge (Amiga)
- 1977: Пудис (Melodija)
- 1978: Puhdys 4 – Die Wilden Jahre (Hansa)
- 1978: Puhdys 5 (Hansa)
- 1992: Rock aus Deutschland Ost Vol. 19 (DSB)
- 1994: Das Beste aus 25 Jahren (Amiga)
- 1994: Raritäten – Besondere Hits (Amiga)
- 1994: Heiß wie Schnee / Schattenreiter (Amiga)
- 1994: Castle Masters Collection (Castle)
- 1995: Bis ans Ende der Welt (Ariola)
- 1995: Was gut ist, setzt sich durch (Amiga)
- 1995: Das Beste aus 25 Jahren – Volume 2 (Amiga)
- 1993: Die Legende von Paul und Paula (mit Peter Gotthart) (Quadriga)
- 1995: Die Hit-Singles (Amiga)
- 1996: … pur (Amiga)
- 1996: Die schönsten Balladen (Amiga)
- 1996: Golden Stars (Club Exklusiv)
- 1997: Die Puhdys 1+2 (BMG)
- 1998: Rock ’n’ Roll Music / Jubiläumsalbum (Amiga)
- 1999: Sturmvogel / 10 wilde Jahre (Amiga)
- 1999: 1969 – 1999 (BMG)
- 2000: Was bleibt
- 2004: Puhdys forever (BMG/Shop24 Direct)
- 2004: Best – Lebenszeit (Zounds)
- 2004: Raritäten – Volume 2 (Amiga)
- 2005: 36 Lieder aus 36 Jahren (BMG)
- 2005: Nur das Beste (BMG)
- 2007: Ein Fest für die Sinne (BMG)
- 2007: Das Beste aus der DDR – Puhdys (Amiga)
- 2008: Weihnachtslieder (BMG/SUPERillu)
- 2009: Die 10 größten Hits aus 30 Jahren (Amiga/SUPERillu)
- 2009: Lieder für Generationen (BMG, 33 CDs)
- 2010: Perlenfischer / Computerkarriere (Amiga)
- 2011: Original Album Classics (Amiga, 5 CDs)
- 2013: Best Of (BMG)
- 2014: Die größten Hits (Die Musik unserer Generation) (BMG)
- 2016: Die Legenden des Ostrock: City – Karat – Puhdys – Silly (Amiga, 2 CDs)
- 2016: Echo einer Lebenszeit (Amiga, 2 CDs)
- 2019: Puhdys in Rock
- 2019: Rock-Balladen

### Videoalben
- 1989: Tour: Neue Helden (zweiteiliges VHS-Promo-Video)
- 1989: Good-Bye (zweiteiliges VHS-Promo-Video)
- 1995: Die Puhdys kommen!
- 1999: Das 3000. Konzert
- 2002: Musikladen
- 2004: Dezembertage
- 2007: Ostrock in Klassik (DE: Gold (Videoalbum))[27]
- 2007: Ein Fest für die Sinne
- 2009: 40 Jahre Puhdys – Kultband des Ostens
- 2010: Live aus der O2-World
- 2016: Das letzte Konzert
- 2016: Die Jubiläumskonzerte